# Imersão 3
Imersão 3 é um álbum ao vivo de Cânticos Espontâneos da banda brasileira Diante do Trono, gravado ao vivo no dia 29 de março de 2018 durante o XIX Congresso Adoração, Intercessão e Missão Diante do Trono intitulado "Tempos e Estações", na Igreja Batista da Lagoinha em Belo Horizonte.
Contou com participações especiais dos ex-integrantes das duas formações do grupo, sendo estes, André Valadão, Nívea Soares, Mariana Valadão, Marine Friesen, Ana Nóbrega e Israel Salazar em comemoração dos vinte anos da banda. 
O álbum foi lançado no dia 5 de abril de 2019 pela da gravadora Onimusic. Foi o primeiro projeto do grupo sem o lançamento em CD físico, somente nas plataformas digitais.

## Faixas
| N.º | Título              | Compositor(es)                                   | Duração |  |
| 1.  | "Tu és Digno"       | Ana Paula Valadão e André Valadão                | 7:07    |  |
| 2.  | "Eu te Amo"         | Ana Paula Valadão                                | 4:42    |  |
| 3.  | "Amor Maior"        | Nívea Soares e Israel Salazar                    | 7:03    |  |
| 4.  | "Cada Batida"       | Israel Salazar, Mariana Valadão e Marine Friesen | 7:26    |  |
| 5.  | "Águas Passadas"    | Ana Paula Valadão e Ana Nóbrega                  | 6:33    |  |
| 6.  | "Salmo 91"          | Ana Paula Valadão                                | 5:36    |  |
| 7.  | "Vem, eu te Abraço" | André Valadão                                    | 4:20    |  |
| 8.  | "Um Mundo lá Fora"  | Ana Paula Valadão                                | 4:12    |  |
| 9.  | "Meu Ar"            | Ana Nóbrega                                      | 6:42    |  |